# Віктор (Каліфорнія)
Віктор (англ. Victor) — переписна місцевість (CDP) в США, в окрузі Сан-Хоакін штату Каліфорнія. Населення — 313 особи (2020).

## Географія
Віктор розташований за координатами 38°8′19″ пн. ш. 121°11′56″ зх. д. / 38.13861° пн. ш. 121.19889° зх. д. (38.138484, -121.198839).  За даними Бюро перепису населення США в 2010 році переписна місцевість мала площу 3,25 км², уся площа — суходіл.

## Демографія
Згідно з переписом 2010 року, у переписній місцевості мешкали 293 особи в 98 домогосподарствах у складі 78 родин. Густота населення становила 90 осіб/км².  Було 114 помешкання (35/км²).
Расовий склад населення:
| - 60,4 % — білих - 6,5 % — азіатів - 2,4 % — корінних американців - 27,0 % — осіб інших рас |

До двох чи більше рас належало 3,8 %. Частка іспаномовних становила 51,2 % від усіх жителів.
За віковим діапазоном населення розподілялося таким чином: 30,0 % — особи молодші 18 років, 55,7 % — особи у віці 18—64 років, 14,3 % — особи у віці 65 років та старші. Медіана віку мешканця становила 32,5 року. На 100 осіб жіночої статі у переписній місцевості припадало 92,8 чоловіків;  на 100 жінок у віці від 18 років та старших — 107,1 чоловіків також старших 18 років.
За межею бідності перебувало 43,2 % осіб, у тому числі 44,2 % дітей у віці до 18 років та 0,0 % осіб у віці 65 років та старших.
Цивільне працевлаштоване населення становило 155 осіб. Основні галузі зайнятості: сільське господарство, лісництво, риболовля — 36,1 %, науковці, спеціалісти, менеджери — 34,2 %, роздрібна торгівля — 21,9 %.